# Кучанці
45°39′ пн. ш. 18°08′ сх. д. / 45.65° пн. ш. 18.13° сх. д.
Кучанці (хорв. Kućanci) — населений пункт у Хорватії, в Осієцько-Баранській жупанії у складі громади Маґаденоваць.

## Населення
Населення за даними перепису 2011 року становило 513 осіб.
Динаміка чисельності населення поселення:

## Клімат
Середня річна температура становить 11,14 °C, середня максимальна – 25,40 °C, а середня мінімальна – -5,99 °C. Середня річна кількість опадів – 675 мм.
| Клімат поселення                              | Клімат поселення | Клімат поселення | Клімат поселення | Клімат поселення | Клімат поселення | Клімат поселення | Клімат поселення | Клімат поселення | Клімат поселення | Клімат поселення | Клімат поселення | Клімат поселення | Клімат поселення |
| Показник                                      | Січ.             | Лют.             | Бер.             | Квіт.            | Трав.            | Черв.            | Лип.             | Серп.            | Вер.             | Жовт.            | Лист.            | Груд.            |                  |
| Середній максимум, °C                         | 5,78             | 8,02             | 12,64            | 17,23            | 22,50            | 25,40            | 25,34            | 24,79            | 20,52            | 15,17            | 9,30             | 5,30             |                  |
| Середня температура, °C                       | −0,1             | 2,11             | 6,80             | 11,36            | 16,61            | 19,50            | 21,50            | 20,96            | 16,70            | 11,30            | 5,45             | 1,41             |                  |
| Середній мінімум, °C                          | −5,99            | −3,75            | 0,88             | 5,47             | 10,72            | 13,61            | 17,66            | 17,14            | 12,88            | 7,50             | 1,60             | −2,41            |                  |
| Норма опадів, мм                              | 41               | 38               | 40               | 52               | 65               | 87               | 62               | 62               | 52               | 58               | 66               | 52               |                  |
| Середньомісячна швидкість вітру, м/с          | 2.30             | 2.50             | 2.80             | 2.70             | 2.40             | 2.20             | 2.18             | 2.00             | 2.00             | 2.05             | 2.20             | 2.30             |                  |
| Середньомісячна сонячна радіація, кДж/м²·день | 4155             | 6876             | 10786            | 15352            | 19296            | 21358            | 22178            | 20136            | 14850            | 9126             | 4691             | 3507             |                  |
| --------------------------------------------- | ---------------- | ---------------- | ---------------- | ---------------- | ---------------- | ---------------- | ---------------- | ---------------- | ---------------- | ---------------- | ---------------- | ---------------- | ---------------- |
| Джерело:                                      |                  |                  |                  |                  |                  |                  |                  |                  |                  |                  |                  |                  |                  |